# Commelle-Vernay
 Commelle-Vernay  es una población y comuna francesa, situada en la región de Auvernia-Ródano-Alpes, departamento de Loira, en el distrito de Roanne y cantón de Perreux.

## Demografía
| 836 | 912 | 1382 | 2502 | 2872 | 2792 |
| Para los censos de 1962 a 1999 la población legal corresponde a la población sin duplicidades (Fuente: INSEE [Consultar]) |     |      |      |      |      |